# Hitnrun Phase Two
Albums de Prince
Hitnrun Phase One
(2015) Welcome 2 America
(2021)
Singles
1. Xtraloveable
Sortie : 23 novembre 2011
2. Rock and Roll Love Affair
Sortie : 22 novembre 2012
3. Screwdriver
Sortie : 4 février 2013
4. Baltimore
Sortie : 26 mai 2015
5. Stare
Sortie : 3 décembre 2015

Hitnrun Phase Two est le dernier album du vivant de son auteur, le chanteur et musicien américain Prince. Il est publié sur son propre label, NPG Records. À ne pas confondre avec HITnRUN Phase One, sorti trois mois plus tôt.
Il est d'abord vendu en téléchargement sur le site internet Tidal à partir du 12 décembre 2015,, puis le 15 décembre sur iTunes. Il est ensuite distribué sous format physique : d'abord le 21 janvier 2016 à la résidence de l'artiste, près de Minneapolis, à l'occasion d'un concert, puis mondialement par un disquaire de cette ville, Electric Fetus. Il est enfin paru dans le circuit traditionnel en Europe via Universal, le 29 avril de la même année. Cette sortie est intervenue huit jours seulement après le décès de Prince, mais sa planification est antérieure à l'événement funèbre. Un pressage japonais devait, lui, sortir le 27 mai 2016,.

## Contenu
Le titre fait référence au disque paru trois mois auparavant, Hitnrun Phase One, bien que l'orientation musicale soit différente. Alors que l'essai précédent est moderniste, nous pouvons entendre ici des sonorités classiques de la musique populaire américaine : soul, funk et rock. Une importante section de cuivres est présente, en addition de son orchestre habituel, la New Power Generation, qui est mentionné dans les crédits. Prince l'avait délaissé ces dernières années, au profit notamment de sa formation rock, 3rdeyegirl,.
Hitnrun Phase Two contient des singles publiés depuis 2011, principalement sur internet : Xtraloveable (un titre inédit de 1982), Rock And Roll Love Affair (réenregistré et renommé), Screwdriver, Baltimore et Stare.

## Personnel
- Prince : chant, instruments.
- Andy Allo, Elisa Dease, Shelby Johnson, Eryn Allen Kane, Ledisi (en), Liv Warfield : chœurs.
- John Blackwell, Michael Bland (en) : batterie.
- Andrew Gouché, Ida Nielsen : basse.
- Michael B. Nelson : arrangements de cuivres et de cordes.
- Cassandra O'Neal, Justin Stanley, Xavier Taplin : claviers.
- Cuivres :
  - Roy Agee, Joey Rayfield : trombone.
  - Keith Anderson, Kenni Holmen, B.K. Jackson, Sylvester Onyejiaka : saxophone.
  - Marcus Anderson, Adrian Crutchfield : flûte, saxophone.
  - Lynn Grissett, Philip Lassiter, Nick Marchione, Steve Reid : trompette[16].

## Liste des titres
Toutes les chansons sont écrites et composées par Prince et The New Power Generation.
| No  | Titre                 | Note(s)                                                                          | Durée |
| --- | --------------------- | -------------------------------------------------------------------------------- | ----- |
| 1.  | Baltimore             | Chœurs de Eryn Allen Kane.                                                       | 4:33  |
| 2.  | Rocknroll Loveaffair  | Cuivres ajoutés au single d'origine, qui s'intitulait Rock And Roll Love Affair. | 4:01  |
| 3.  | 2 Y. 2 D.             |                                                                                  | 3:50  |
| 4.  | Look At Me, Look At U |                                                                                  | 3:27  |
| 5.  | Stare                 |                                                                                  | 3:45  |
| 6.  | Xtraloveable          | Le rap d'Andy Allo qui figure dans le single d'origine est absent.               | 5:00  |
| 7.  | Groovy Potential      | Batterie de Michael Bland.                                                       | 6:16  |
| 8.  | When She Comes        |                                                                                  | 3:45  |
| 9.  | Screwdriver           |                                                                                  | 4:15  |
| 10. | Black Muse            | Chœurs d'Andy Allo.                                                              | 7:21  |
| 11. | Revelation            |                                                                                  | 5:21  |
| 12. | Big City              | Chœurs de Ledisi.                                                                | 6:26  |